# Roberto Ferruzzi
Roberto Ferruzzi (Šibenik, Dalmácia, 16 de dezembro de 1853 — Veneza, 16 de fevereiro de 1934) foi um pintor autodidata italiano.

## Biografia
Roberto Ferruzzi nasceu em 1853, em Šibenik, na Dalmácia, que na altura fazia parte do Império Austríaco. Seus pais eram italianos. Com quatro anos de idade, mudou-se com a família para Veneza, onde começou os seus estudos. Depois da morte do pai, que era advogado, voltou para a Dalmácia, onde vive até aos 14 anos de idade e estudou os clássicos e a pintura como autodidata.
Em seguida, mudou-se para Luvigliano, bairro de Torreglia, onde começou a pintar as suas obras mais famosas, entre as quais La Madonnina (A Madoninha).
Ferruzzi morreu em 16 de fevereiro de 1934, em Veneza, e está enterrado no pequeno cemitério de Luvigliano, num túmulo próximo ao de sua esposa Ester Sorgato e de sua filha Mariska.
Tem dois descendentes com seu mesmo nome: seu filho Roberto (Bobo), pintor de telas lagunares, e seu neto Roberto (Robi), estudioso de belas artes e antiquário.

## A Madoninha
A Madonnina é a pintura mais conhecida de Ferruzzi, com a qual ganhou a segunda Bienal de Veneza em 1897. Ele quis representar a maternidade, mas devido ao sucesso da tela e da ternura que exprime, o nome foi trocado de Maternità para La Madonnina. É conhecida também como Madonna con bambino, Madonna del Riposo (Madona do Descanso), delle Vie (das Ruas), della Tenerezza (da Ternura), Madonnella, Zingarella (Ciganinha).
Os modelos da pintura foram a menina Angelina Cian, de 11 anos, e seu irmãzinho Giovanni, de poucos meses.

## Galeria

Outra versão da Madoninha